# BBVA Foundation Frontiers of Knowledge Awards
BBVA Foundation Frontiers of Knowledge Awards (ісп. Premios Fundación BBVA Fronteras del Conocimiento, досл. «Нагороди Фонду «Бі-Бі-Ві-Ей» «Рубежі знань»») — міжнародна нагорода, яку присуджує організація BBVA Foundation спільно з Вищою радою з наукових досліджень (Іспанія).

## Історія
Заснована в 2008 році, перше нагородження відбулося в 2009 році. Нагорода вручається щорічно у палаці маркіза Саламанки в Мадриді. Лауреатам премій вручаються диплом, скульптура і грошова винагорода в розмірі 400 тис. Євро за кожним з напрямків. Серед нагороджених є п'ять лауреатів Нобелівської премії.
Програма міжнародних нагород включає ряд премій за окремими напрямами:
- Фундаментальні науки (математика, фізика, хімія)
- Біомедицина
- Зміни клімату
- Екологія і збереження біологічної різноманітності — у цій галузі її називають еквівалентній Нобелівській премії[2] (яку не присуджують по науках про довкілля)
- Інформаційно-комунікаційні технології
- Економіка, фінанси та менеджмент
- Співробітництво з метою розвитку
- Академічна музика (до 2009 року Мистецтво)

## Лауреати премії
| Рік                                                                   | Лауреат                                                      | Країна                                         | Напрям                                             |
| --------------------------------------------------------------------- | ------------------------------------------------------------ | ---------------------------------------------- | -------------------------------------------------- |
| 2008                                                                  | Петер Цоллер Хуан Ігнасіо Сірак                              | Австрія Іспанія                                | Фундаментальні науки                               |
| 2008                                                                  | Жоан Массаге                                                 | Іспанія                                        | Біомедицина                                        |
| 2008                                                                  | Воллес Броекер                                               | США                                            | Зміна клімату                                      |
| 2008                                                                  | Вільям Лоренс Томас Лавджой                                  | США                                            | Екологія і збереження біологічної різноманітності  |
| 2008                                                                  | Якоб Зів                                                     | Ізраїль                                        | Інфокомунікаційні технології                       |
| 2008                                                                  | Жан Тіроль                                                   | Франція                                        | Економіка, фінанси та менеджмент                   |
| 2008                                                                  | Abdul Latif Jameel Poverty Action Lab                        | США                                            | Співробітництво з метою розвитку                   |
| 2008                                                                  | Стівен Голл                                                  | США                                            | Мистецтво                                          |
| 2009                                                                  | Річард Зеїр Майкл Фішер                                      | США Велика Британія                            | Фундаментальні науки                               |
| 2009                                                                  | Роберт Лефковіц                                              | США                                            | Біомедицина                                        |
| 2009                                                                  | Клаус Гассельманн                                            | Німеччина                                      | Зміна клімату                                      |
| 2009                                                                  | Пітер Райх                                                   | США                                            | Екологія і збереження біологічної різноманітності  |
| 2009                                                                  | Томас Каїлат                                                 | США                                            | Інфокомунікаційні технології                       |
| 2009                                                                  | Х'юго Зонненшайн Андреу Мас-Колелл                           | США Іспанія                                    | Економіка, фінанси та менеджмент                   |
| 2009                                                                  | National Development and Research Institutes                 | США                                            | Співробітництво з метою розвитку                   |
| 2009                                                                  | Крістобаль Альфтер                                           | Іспанія                                        | Академічна музика                                  |
| 2010                                                                  | Габор Соморджай                                              | США                                            | Фундаментальні науки                               |
| 2010                                                                  | Сін'я Яманака                                                | Японія/ США                                    | Біомедицина                                        |
| 2010                                                                  | Ніколас Стерн                                                | Велика Британія                                | Зміна клімату                                      |
| 2010                                                                  | Едвард Осборн Вілсон                                         | США                                            | Екологія і збереження біологічної різноманітності  |
| 2010                                                                  | Дональд Кнут                                                 | США                                            | Інфокомунікаційні технології                       |
| 2010                                                                  | Ларс Петер Гансен                                            | США                                            | Економіка, фінанси та менеджмент                   |
| 2010                                                                  | International Rice Research Institute, (IRRI)                | Фінляндія                                      | Співробітництво з метою розвитку                   |
| 2010                                                                  | Гельмут Лахенман                                             | Німеччина                                      | Академічна музика                                  |
| 2011                                                                  | Дідьє Кело Мішель Майор                                      | Швейцарія}                                     | Фундаментальні науки                               |
| 2011                                                                  | Варшавський Олександр Яковлевич                              | СРСР/ США                                      | Біомедицина                                        |
| 2011                                                                  | Ісаак Гельд                                                  | США                                            | Зміна клімату                                      |
| 2011                                                                  | Деніел Гант Дженсен                                          | США                                            | Екологія і збереження біологічної різноманітності  |
| 2011                                                                  | Карвер Мід                                                   | США                                            | Інфокомунікаційні технології                       |
| 2011                                                                  | Ангус Дітон                                                  | Велика Британія                                | Економіка, фінанси та менеджмент                   |
| 2011                                                                  | Чиро де Куадруш                                              | Бразилія                                       | Співробітництво з метою розвитку                   |
| 2011                                                                  | Сальваторе Шарріно                                           | Італія                                         | Академічна музика                                  |
| 2012                                                                  | Девід Мамфорд Інгрід Добеші                                  | Велика Британія Бельгія                        | Фундаментальні науки                               |
| 2012                                                                  | Джеффрі Фрідман Дуглас Коулман                               | США Канада                                     | Біомедицина                                        |
| 2012                                                                  | Сьюзен Соломон                                               | США                                            | Зміна клімату                                      |
| 2012                                                                  | Джейн Любченко                                               | США                                            | Екологія і збереження біологічної різноманітності  |
| 2012                                                                  | Лотфі Заде                                                   | СРСР/ США                                      | Інфокомунікаційні технології                       |
| 2012                                                                  | Пол Мілгром                                                  | США                                            | Економіка, фінанси та менеджмент                   |
| 2012                                                                  | DNDi                                                         | Швейцарія                                      | Співробітництво з метою розвитку                   |
| 2012                                                                  | П'єр Булез                                                   | Франція                                        | Академічна музика                                  |
| 2013                                                                  | Кнут Урбан Гаральд Розе Максиміліан Гайдер                   | Німеччина Австрія                              | Фундаментальні науки                               |
| 2013                                                                  | Едріан Бьорд                                                 | Велика Британія                                | Біомедицина                                        |
| 2013                                                                  | Кристофер Філд                                               | США                                            | Зміна клімату                                      |
| 2013                                                                  | Пол Ерліх                                                    | США                                            | Екологія і збереження біологічної різноманітності  |
| 2013                                                                  | Марвін Мінський                                              | США                                            | Інфокомунікаційні технології                       |
| 2013                                                                  | Елханан Хелпман                                              | Ізраїль                                        | Економіка, фінанси та менеджмент                   |
| 2013                                                                  | Pratham                                                      | Індія                                          | Співробітництво з метою розвитку                   |
| 2013                                                                  | Стів Райч                                                    | США                                            | Академічна музика                                  |
| 2014                                                                  | Стівен Бухвальд                                              | США                                            | Фундаментальні науки                               |
| 2014                                                                  | Джозеф Шлезингер Чарльз Сойерс Ентоні Хантер                 | США Велика Британія                            | Біомедицина                                        |
| 2014                                                                  | Річард Еллі                                                  | США                                            | Зміна клімату                                      |
| 2014                                                                  | Девід Тілман                                                 | США                                            | Екологія і збереження біологічної різноманітності  |
| 2014                                                                  | Леонард Кляйнрок                                             | США                                            | Інфокомунікаційні технології                       |
| 2014                                                                  | Річард Бланделл Девід Кард                                   | Велика Британія Канада                         | Економіка, фінанси та менеджмент                   |
| 2014                                                                  | Helen Keller International                                   | США                                            | Співробітництво з метою розвитку                   |
| 2014                                                                  | Дьордь Куртаг                                                | Угорщина                                       | Академічна музика                                  |
| 2015                                                                  | Муханов В'ячеслав Федорович Стівен Хокінг                    | Росія/ Німеччина Велика Британія               | Фундаментальні науки                               |
| 2015                                                                  | Геро Мізенбек Карл Дейссерот Едвард Бойден                   | Австрія/ Велика Британія США                   | Біомедицина                                        |
| 2015                                                                  | Вирабхадран Раманатан                                        | Індія                                          | Зміна клімату                                      |
| 2015                                                                  | Ілкка Ханскі                                                 | Фінляндія                                      | Екологія і збереження біологічної різноманітності  |
| 2015                                                                  | Стівен Кук                                                   | Канада                                         | Інфокомунікаційні технології                       |
| 2015                                                                  | Роберт Вілсон                                                | США                                            | Економіка, фінанси та менеджмент                   |
| 2015                                                                  | Мартін Равальон                                              | Австралія                                      | Співробітництво з метою розвитку                   |
| 2015                                                                  | Жорж Апергіс                                                 | Греція                                         | Академічна музика                                  |
| 2016                                                                  | Бредлі Ефрон Девід Кокс                                      | США Велика Британія                            | Фундаментальні науки                               |
| 2016                                                                  | Франсіско Мохіка Дженніфер Дудна Еммануель Шарпентьє         | Іспанія США Франція                            | Біомедицина                                        |
| 2016                                                                  | Джеймс Хансен Сюкуро Манабе                                  | США Японія                                     | Зміна клімату                                      |
| 2016                                                                  | Мартен Схеффер Джин Лайкенс                                  | Нідерланди США                                 | Екологія і збереження біологічної різноманітності  |
| 2016                                                                  | Джефрі Хінтон                                                | Велика Британія                                | Інформаційно-комунікаційні технології              |
| 2016                                                                  | Дарон Аджемоглу                                              | Туреччина                                      | Економіка, фінанси та менеджмент                   |
| 2016                                                                  | Pedro Alonso Peter Myler                                     |                                                | Співробітництво з метою розвитку                   |
| 2016                                                                  | Софія Губайдуліна                                            | Росія                                          | Академічна музика                                  |
| 2017                                                                  | Омар Ягхі                                                    | США                                            | Фундаментальні науки                               |
| 2017                                                                  | Джеймс Еллісон                                               | США                                            | Біомедицина                                        |
| 2017                                                                  | Вільям Нордгауз                                              | США Японія                                     | Зміна клімату                                      |
| 2017                                                                  | Пітер Реймонд Грант Розмарі Грант                            | Велика Британія                                | Екологія і збереження біологічної різноманітності  |
| 2017                                                                  | Аді Шамір Рональд Лінн Рівест Сільвіо Мікалі Шафі Голдвассер | Ізраїль США Італія Ізраїль                     | Інформаційно-комуникаційні технології              |
| 2017                                                                  | Роберт Портер Арієль Пейкс Тімоті Бреснахан                  | Канада Ізраїль США                             | Економіка, фінанси та менеджмент                   |
| 2017                                                                  | Нубія Муньос                                                 | Колумбія                                       | Співробітництво з метою розвитку                   |
| 2017                                                                  | Кайя Сааріахо                                                | Фінляндія                                      | Академічна музика                                  |
| 2018                                                                  | Чарльз Кейн Юджин Меле                                       | США                                            | Фундаментальні науки                               |
| 2018                                                                  | Джеффрі Гордон                                               | США                                            | Біомедицина                                        |
| 2018                                                                  | Анні Казнав Джон Александр Черч Джонатан М. Грегорі          | Франція Австралія Велика Британія              | Зміна клімату                                      |
| 2018                                                                  | Гретхен Дейлі Джорджина Мейс                                 | США Велика Британія                            | Екологія та збереження біологічної різноманітності |
| 2018                                                                  | Айвен Сазерленд                                              | США                                            | Інформаційно-комуникаційні технології              |
| 2018                                                                  | Клаудія Голдін                                               | США                                            | Економіка, фінанси та менеджмент                   |
| 2018                                                                  | Ноам Чомскі                                                  | США                                            | Гуманітарні та соціальні науки                     |
| 2018                                                                  | Джон Кулідж Адамс                                            | США                                            | Академічна музика                                  |
| 2019                                                                  | Чарльз Беннетт Жиль Брассар Пітер Шор                        | США Канада                                     | Фундаментальні науки                               |
| 2019                                                                  | Майкл Голл) Девід Сабатіні                                   | США                                            | Біомедицина                                        |
| 2019                                                                  | Керрі Емануель                                               | США                                            | Зміна клімату                                      |
| 2019                                                                  | Даніель Полі Террі Г'юз Карлос Дуарте                        | Франція Австралія Іспанія                      | Екологія і збереження біологічної різноманіття     |
| 2019                                                                  | Ізабелл Гійон Бернхард Шёлькопф Вапник Володимир Наумович    | Франція Німеччина Росія                        | Інфокомунікаційні технології                       |
| 2019                                                                  | Філіпп Агьон Пітер Говітт                                    | Франція Канада                                 | Економіка, фінанси та менеджмент                   |
| 2019                                                                  | Сьюзен Фіске Шеллі Тейлор                                    | США                                            | Соціальні дослідження                              |
| 2019                                                                  | Арво Пярт                                                    | Естонія                                        | Академічна музика                                  |
| 2020                                                                  |                                                              |                                                |                                                    |
| Ніл Еджер, Айан Бертон, Карен О'Брайен                                | Велика Британія, Велика Британія, США                        | Зміна клімату                                  |                                                    |
| Девід Джуліус, Ардем Патапутян                                        | США, / США                                                   | Біомедицина                                    |                                                    |
| Сандра Діас Сандра Лаворель Марк Вестобі                              | Аргентина, Франція Австралія                                 | Екологія і збереження біологічної різноманіття |                                                    |
| Джон Лерой Геннессі Девід Паттерсон                                   | США                                                          | Інфокомунікаційні технології                   |                                                    |
| Павлос Алівізатос Міхаель Гретцель                                    | США Швейцарія                                                | Фундаментальні науки                           |                                                    |
| Бен Бернанке Марк Лайонел Гертлер Нобухіро Кійотакі, Джон Гардман Мур | США Японія, Велика Британія                                  | Економіка, фінанси та менеджмент               |                                                    |
| 2021                                                                  |                                                              |                                                |                                                    |
| Лонні Томпсон, Еллен Мослі-Томпсон                                    | США, США                                                     | Зміна клімату                                  |                                                    |
| Каталін Каріко, Дрю Вайсман, Роберт Ленджер                           | Угорщина, США, США                                           | Біологія та біомедицина                        |                                                    |
| Ленор Фаріг Саймон Левін Стюарт Пікетт                                | Канада, США                                                  | Екологія і збереження біологічної різноманіття |                                                    |
| Джуда Перл                                                            | Ізраїль/ США                                                 | Інфокомунікаційні технології                   |                                                    |
| Чарльз Фефферман Жан-Франсуа Ле Галль                                 | США Франція                                                  | Фундаментальні науки                           |                                                    |
| Метью О. Джексон                                                      | США                                                          | Економіка, фінанси та менеджмент               |                                                    |
| 2022                                                                  | Геллен Томас Джеймс Захос                                    | США                                            | Зміна клімату                                      |
| 2022                                                                  | Девід Бейкер Деміс Гассабіс Джон Джампер                     | США Велика Британія США                        | Біологія та біомедицина                            |
| 2022                                                                  | Сьюзан Альбертс Джинн Альтманн Марлен Зук                    | США                                            | Екологія та природоохоронна                        |
| 2022                                                                  | Альберто Санджованні-Вінчентеллі                             | Італія / США                                   | Інформаційні та комунікаційні технології           |
| 2022                                                                  | Пол Коркум Ференц Краус Анн Л'Юйє                            | Канада Угорщина/ Німеччина Франція / Швеція    | Фундаментальні науки                               |
| 2022                                                                  | Тім Беслі Торстен Перссон Гвідо Табелліні                    | Велика Британія Швеція Італія                  | Економіка, фінанси та менеджмент                   |
| 2022                                                                  | Стівен Артур Пінкер Пітер Сінгер                             | Канада Австралія                               | Гуманітарні та соціальні науки                     |

## Ресурси Інтернету
- Сайт фонда
- Офіційний сайт премії [Архівовано 21 вересня 2021 у Wayback Machine.]
- Лауреати [Архівовано 23 квітня 2019 у Wayback Machine.]